# Jane Goodall
Dame Jane Goodall, DBE (London, 1934. április 3. –) angol etológus, antropológus és primatológus, a csimpánzok szociális és családi életének legismertebb kutatója, a Jane Goodall Intézet és a tanzániai Gombe Nemzeti Park igazgatója. Zoológiai szakmunkákban nevének rövidítése: „Goodall”.

## Élete
Valerie Jane Goodall Londonban született Mortimer Herbert Morris-Goodall és felesége, Margaret Myfanwe Joseph első gyermekeként. Édesanyját a világ Jane könyvein keresztül Vanne néven ismerte meg. A család második gyermeke, Judy négy évvel később érkezett. A kis Jane második születésnapjára édesapjától egy élethű játékcsimpánzt kapott, amit a Londoni Állatkertben született csimpánzkölyök után Jubilee-nek neveztek el. A barátok figyelmeztették a szülőket, hogy egy ilyen ajándéktól rémálmai lesznek a gyereknek. De Jane imádta a majmot, amely ma is ott ül angliai otthonában, egy székben. Szüleik válása után, amikor Jane nyolcéves volt, a két lány az édesanyjukkal a tengerparti Bournemouthba költözött, ahol anyai nagyanyjuk és Vanne két testvére éltek.
Jane gyermekkorától kezdve nagyon érdeklődött az állatok iránt, érettségi vizsga után elvégzett egy titkárnői tanfolyamot, és 1957–58-ban Louis Leakey alkalmazottja lett Kenyában. Dr. Leakey úgy gondolta, az általa kutatott Olduvai-szurdok egykori emberszabásúinak viselkedését könnyebben lehetne rekonstruálni, ha megfigyelnék a mai emberszabású majmok egyéni és szociális viselkedését, természetes környezetükben. Így került Jane a Gombe-patak mellé csimpánzokat tanulmányozni. Rajta kívül még Dian Fossey figyelte meg a hegyi gorillákat Ruandában, illetve Birutė Galdikas az orangutánokat Borneón. Munkája idején Jane (dr. Leakey segítségével) rövid nagy-britanniai tartózkodásokkal a Cambridge-i Egyetemen írhatta a doktori dolgozatát 1962 és 1965 között.
Kétszer ment férjhez; 1964-ben Hugo van Lawickhoz, aki a National Geographic fotósaként dolgozott vele. Fiuk, szintén Hugo, 1967-ben született. Könyveiben Jane csak a becenevén, Grubként emlegeti gyermekét, aki élete első éveit szüleivel töltötte Afrikában. 1974-ben elváltak, majd egy évvel később Jane hozzáment Derek Brycesonhoz, aki a tanzániai parlament tagja, és az ország nemzeti parkjainak igazgatója volt, s akinek 1980-ban bekövetkezett haláláig nagyrészt Tanzániában éltek.
Jane ma a nagyvilágot járja, rengeteget utazik országról országra, és előadásokat tart arról – szavait idézve –, „hogyan használjuk az életünk ajándékát arra, hogy a világ egy jobb hely legyen.”

## Eredmények
Jane Goodall legismertebb munkája, melyet a tanzániai Gombe Nemzeti Park (eredeti nevén Gombe Stream National Park) csimpánzai között végzett. Jane 1977-ben alapította a Jane Goodall Intézetet (JGI), amely támogatja a gombei kutatásokat, és vezeti a csimpánzok és élőhelyük védelmében tett erőfeszítéseket az egész világon. A JGI az innovatív, közösség-centrikus természetvédelem lehetőségeit keresi, fejlesztési programokat indít és vezet Afrikában, és egy globális, fiatalokkal foglalkozó nevelési kihívásnak is igyekszik megfelelni, a Rügyek és Gyökerek (Roots & Shoots) mozgalomnak ma már több mint 11 000 csoportja van 115 országban. A Jane Goodall Intézet 2006 óta Magyarországon is működik.
Jane-nek nagy szerepe volt abban, hogy ma mennyi mindent tudunk a csimpánzok egyéni és szociális viselkedéséről. Az egyik, talán a legnagyobb megrökönyödést kiváltó magatartás, melyet megfigyelt, a csimpánzok eszközhasználata. Amikor a termeszek erősen elszaporodnak, a csimpánzok órákon át képesek a termeszvárak mellett ücsörögni, és termeszeket „halászni”. Kiválasztanak egy alkalmas termeszbejáratot, beledugnak egy hosszú fűszálat, megvárják, míg a hangyák erős rágóikkal rákapaszkodnak a fűszálakra, és mikor kihúzzák a fűszálat, élvezettel leeszegetik róla a termeszeket. Ez tényleg eszközhasználatot jelent. Korábban csak az emberről feltételeztek ilyesmit, mostanában már nem eszközhasználó, hanem eszközkészítő állatnak titulálják rendszerint az embert, az ilyen és ehhez hasonló viselkedésformák miatt. Kutatásai során rámutatott a csimpánzok közösségi struktúrájára és az egyes csimpánzok közötti társadalmi kötelékekre. Megfigyelései hozzájárultak az emberi társadalom és az állati társas kapcsolatok jobb megértéséhez is.
Jane munkájának fontos jellemzője, hogy az állatokat nem számok segítségével tartotta, tartja számon, ahogy az a megfigyelések kezdetének idején elfogadott volt, hanem elnevezte a példányokat. Ez könyveinek olvashatóságát és megértését is nagyban megkönnyíti, Szürkeszakállú Dávid, Flo, Fifi, és a többiek nagyon is életszerűek és elképzelhetőek a könyvek alapján.

## Elismerések
Dr. Goodall számos elismerést szerzett munkája során, többek között a Tanzánia Medált, a National Geographic Társaság Hubbard Medálját, Japán Kiotó-díját, Asturia hercegének 2003-as Technikai és Tudományos Kutatói Díját, a Benjamin Franklin Élettudományi Medált, és a Gandhi/Királyi Díjat az Erőszakmentességért. 2002 áprilisában Kofi Annan, az ENSZ főtitkára „a Béke hírnöke” címet adományozta dr. Goodallnak. A hírnökök segítik megmozgatni az embereket, hogy részt vegyenek a világ jobbá tételében. Szószólóként tevékenykednek különféle területeken, így a nyomor megszüntetésében, az emberi jogokért, a békéért és a konfliktusok megoldásáért, a HIV/AIDS megállításában, a fegyverkezés csökkentésében, a közösségi fejlesztésben és a környezeti szemléletre nevelésben. 2003-ban II. Erzsébet brit királynő dr. Goodallt a Brit Birodalom Hölgyévé (Dame, DBE) nevezte ki, mely egyenértékű a kitüntetés lovagi osztályával.
Dr. Goodallt számos egyetem választotta díszdoktorává, többek között a hollandiai Utrechti Egyetem, a müncheni Ludwig-Maximillian Egyetem, a skót Stirling Egyetem, a taiwani Providence Egyetem, a kanadai Guelph és Ryerson Egyetemek, valamint a Buffalo, Tufts és más amerikai egyetemek.
2006-ban megkapta az UNESCO 60 évfordulóra adományozott érdemrendjét és a Francia Becsületrendet.

## Publikációk

### Filmek
- 2002 – Jane Goodall’s Wild Chimpanzees – IMAX 2D (Magyarországi premier: 2009. május 16.).
- 2010 – Jane's journey – (Magyarországi premier: 2010. november 13.).

## Magyarul megjelent művei
- Jane van Lawick-Goodall: Az ember árnyékában; ford. László Ilona; Gondolat, Bp., 1975
- Hugo van Lawick–Jane Goodall: Ártatlan gyilkosok; ford. Nagy Judit; Gondolat, Bp., 1987
- Jane Goodall–Phillip Berman: Amíg élek, remélek. Lelki utazás; ford. Esztergályos Krisztina, versford. Murányi Marcell, Illés Sarolta; Athenaeum 2000, Bp., 2000
- Jane Goodall–Marc Bekoff: Az utolsó pillanat. Az élővilág megóvásának tíz parancsolata; ford. Kövesdi Miklós, Pesthy Gábor; Gabo, Bp., 2003
- A remény gyümölcsei. Kalauz az észszerű táplálkozáshoz; közrem. Gary Mc Avoy, Gail Hudson; Athenaeum, Bp., 2006
- Jane Goodall–Thane Maynard–Gail Hudson: Nálatok vannak még állatok? Igaz történetek az állatok megmentéséről; ford. Kelemen László; Nyitott Könyvműhely, Bp., 2010
- Jane Goodall–Gail Hudson: A remény magvai. A növények varázslatos világa; ford. Szollát György; Libri, Bp., 2015
- Jane Goodall–Douglas Abrams: A remény könyve. Túlélési útmutató veszélyeztetett bolygónk számára; ford. N Kiss Zsuzsa; Central Könyvek, Bp., 2022